# Список глав Гагаузии

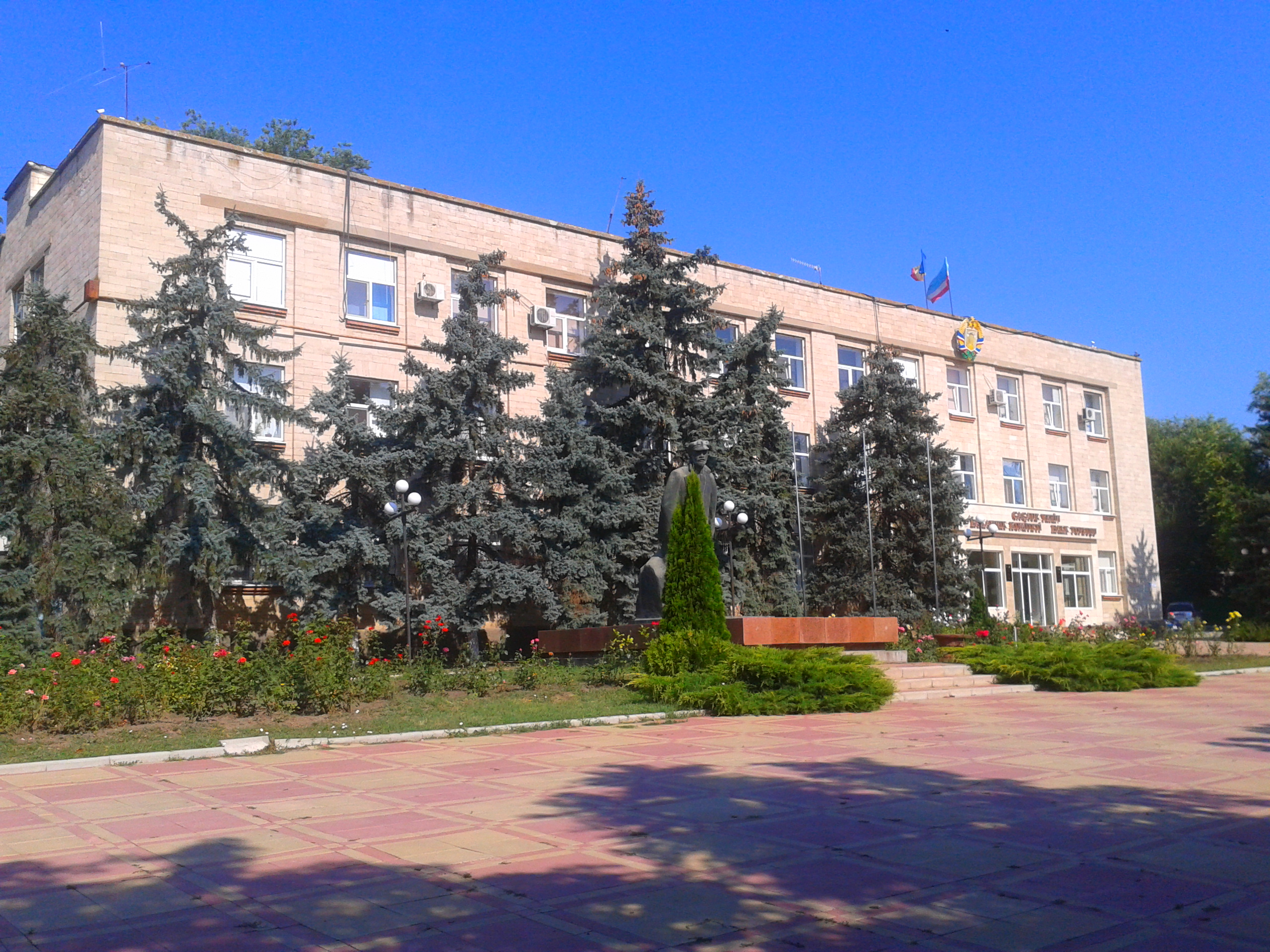
Здание Исполнительного комитета Гагаузии

Список глав Гагаузии включает лиц, являвшихся руководителями автономного территориального образования в составе Молдовы с момента провозглашения в 1989 году Гагаузской АССР как автономной республики в составе МССР, объединившей территории компактного проживания гагаузов. Также рассмотрено существовавшее недолгое время в период Первой русской революции местное самоуправление с центром в Комрате (современная столица Гагаузии).
Согласно Уложению (основному закону автономии, принятому 14 мая 1998 года) высшим должностным лицом в стране является Глава Гагаузии (гаг. Gagauziyanın Başkanı, рум. Guvernatorul Găgăuziei; также закон допускает вариант без перевода — «башкан»), избираемый на четыре года с правом однократного переизбрания. Башкан также возглавяет правительство автономии — Исполнительный комитет.
Использованная в первом столбце таблиц нумерация является условной; также условным является использование в первом столбце цветовой заливки, служащей для упрощения восприятия принадлежности лиц к различным политическим силам без необходимости обращения к столбцу, отражающему партийную принадлежность. Наряду с партийной принадлежностью, в столбце «Партия» также отражён беспартийный статус персоналий. В столбце «Выборы» отражены состоявшиеся выборные процедуры или иные основания получения полномочий. Для удобства список разделён на принятые в историографии периоды истории страны. Приведённые в преамбулах к каждому из разделов описания этих периодов призваны пояснить особенности её политической жизни.
До XIX века гагаузский язык был бесписьменным. В 1957 году Президиумом Верховного Совета МССР была утверждена письменность на основе кириллицы, с 1958 года стал использоваться гагаузский алфавит. В 1996 году в Гагаузии была введена письменность на основе латинской графики. По возможности, гагаузские имена и наименования государственных должностей и самого государства, приведены в списке с учётом использовавшейся в соответствующий период письменности.

## Комратская республика (1906)
В ходе революции 1905 года в России в бессарабском селе Комрат студентами велась революционная агитация. Учащиеся Зиновьев, Ткач и Сибов организовали кружок, в который вступали крестьяне и рабочие села. Кружок принял программу Всероссийского крестьянского союза как наиболее близкую к интересам комратских крестьян, и его участники начали распространять её в народе. Вскоре властям стало известно, что студент Андрей Галацан, возглавлявший кружок, призывает жителей Комрата к вооружённому восстанию. В январе 1906 года в Комрате начались митинги. Студентами печатались листовки с призывом к захвату помещичьей земли. Местные власти решили устранить главного зачинщика беспорядков — Галацана. Вечером 5 (18) января пристав арестовал Галацана и под конвоем отправил его в Кишинёв. Однако почва для революционного выступления была подготовлена, и к полуночи революционеры, собравшись на совещание, избрали комитет во главе с учителем И. В. Болфосовым и приняли решение начать восстание. За стражниками, увозившими Галацана, была послана погоня.
6 (19) января 1906 года прибыли гонцы из окрестных сёл, демонстранты двигались по Комрату с красными знамёнами. Толпа крестьян окружила квартиру пристава, схватила его и заперла в арестном помещении. Также были задержаны урядник, судья и другие представители власти. Царская администрация в Комрате была отстранена, власть перешла к революционерам. Комитет провозгласил волость Комратской республикой. Первыми решениями Комитета Республики стали отмена налогов, аннулирование долговых расписок и передача помещичьих земель крестьянам. В Кишинёв губернатору направили телеграмму с требованием освободить Галацана, дороги в город были перекрыты. Однако из Бендер прибыл эскадрон драгун с пушками, который, обойдя баррикады, вошёл в Комрат. 12 (25) января комитет был ликвидирован, а революционеры арестованы и отправлены в тюрьму — восстание подавлено.
|        | Портрет | Имя (годы жизни)               | Полномочия         | Полномочия          | Партия                            | Наименование должности           | Пр.   |
| Начало | Портрет | Имя (годы жизни)               | Окончание          |                     | Партия                            | Наименование должности           | Пр.   |
| ------ | ------- | ------------------------------ | ------------------ | ------------------- | --------------------------------- | -------------------------------- | ----- |
|        |         | Иван Васильевич Болфосов (?—?) | 6 (19) января 1906 | 12 (25) января 1906 | Партия социалистов-революционеров | Председатель Комитета Республики | [ 4 ] |

## Гагаузская АССР (1989—1990) в составе МССР
В 1980-х годах в результате перестройки в СССР повысилась социальная активность населения страны и обострились национальные вопросы. В Молдавской ССР возникло общественное движение, провозглашавшее тезис об идентичности молдавского и румынского языков и призывавшее к объединению Молдавии с Румынией. В марте 1988 года на съезде Союза писателей СССР в Москве прозвучало предложение придать государственный статус языкам титульных наций всех республик Советского Союза. Так, 30 марта 1989 года был опубликован законопроект «О статусе государственного языка Молдавской ССР», предусматривавший придание государственного статуса только одному языку — молдавскому. Законопроект вызвал негативную реакцию среди гагаузской и русской части населения в Приднестровье. Это привело к появлению общественных движений (в Гагаузии таковым являлась организация «Гагауз халкы», образованная в феврале 1988 года), выступавших за введение в Молдавии двух государственных языков — молдавского и русского. Ещё 21 февраля 1989 года народное движение «Гагауз халкы» провело конференцию, по итогам которой было выработано обращение в ЦК КПМ и КПСС, а также в Президиум ВС СССР о необходимости создания гагаузской автономии. 24 февраля делегация движения была принята в ЦК КПСС, после чего летом в МССР была направлена комиссия для изучения данного вопроса. Однако на заседании комиссии было выявлено нежелание молдавского руководства допустить образование национальной автономии. Был разработан проект, по которому гагаузам была предложена культурная автономия. В июле на учредительном съезде Интердвижения Молдавии в Кишинёве гагаузская делегация вновь подняла вопрос о создании автономии для гагаузов. Интердвижение поддержало программу делегации, но несмотря на это 31 августа Верховный Совет МССР придал молдавскому языку статус единственного государственного.
12 ноября 1989 года открылся II Чрезвычайный съезд полномочных представителей гагаузского народа, по итогам первого заседания которого была принята Декларация об образовании Гагаузской Автономной Советской Социалистической Республики (гаг. Гагауз Автоном Совет Социалист Республикасы) в составе Молдавской ССР. Однако уже 13 ноября Президиум ВС МССР признал решение съезда неконституционным и объявил о завершении деятельности комиссии, направленной в республику ЦК КПСС, к 1 декабря. 3 декабря в ответ на отмену решений первой сессии лидеры «Гагауз халкы» провели второе заседание Чрезвычайного съезда, на котором образовали Временный комитет под председательством Степана Топала. Съезд возложил на Комитет функции временного парламента и поручил подготовить законодательную базу выборов Верховного Совета ГАССР и обеспечить их проведение. В марте 1990 года 12 гагаузских деятелей были избраны в Верховный Совет МССР и вместе с 60 приднестровскими парламентариями составили фракцию «Советская Молдавия». 22 июля состоялось третье заседание Чрезвычайного съезда, на котором были утверждены государственные символы Гагаузской АССР. Но уже 27 июля председатель ВС ССРМ Мирча Снегур аннулировал решения трёх заседаний съезда. 19 августа в Комрате прошёл I съезд гагаузских депутатов всех уровней, на котором был принят ряд постановлений, в том числе Декларация о свободе и независимости гагаузского народа от Республики Молдовы, в соответствии с которой ГАССР объявлялась независимой от Молдовы, но остававшейся в составе СССР Гагаузской Республикой.
|        | Портрет | Имя (годы жизни)                    | Полномочия     | Полномочия      | Партия                           | Наименование должности                                              | Пр.    |
| Начало | Портрет | Имя (годы жизни)                    | Окончание      |                 | Партия                           | Наименование должности                                              | Пр.    |
| ------ | ------- | ----------------------------------- | -------------- | --------------- | -------------------------------- | ------------------------------------------------------------------- | ------ |
| 1 (I)  |         | Степан Михайлович Топал (1938—2018) | 3 декабря 1989 | 19 августа 1990 | Коммунистическая партия Молдавии | Председатель Временного Комитета гаг. Бирвакытлык Комитедин башканы | [ 12 ] |

## Гагаузская Республика (1990—1995)

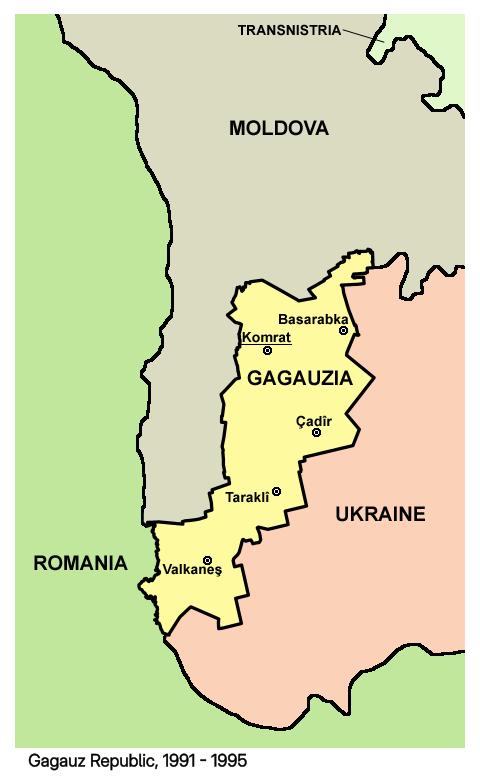
Предполагаемые территории Гагаузской Республики

19 августа 1990 года в Комрате прошёл I съезд гагаузских депутатов всех уровней, на котором принят ряд постановлений, в том числе Декларация о свободе и независимости гагаузского народа от Республики Молдовы, в соответствии с которой ГАССР объявлялась независимой от Молдовы, но остававшейся в составе СССР Гагаузской Республикой (гаг. Гагауз Республикасы). На съезде председателем Временного комитета вновь был избран Степан Топал, назначена дата выборов в Верховный Совет республики (28 октября), а само провозглашение независимости обосновано заключением специальной комиссии по пакту Молотова — Риббентропа, утверждённым 23 июня 1990 года Верховным Советом ССР Молдова, в котором создание МССР было объявлено незаконным актом, а Бессарабия и Северная Буковина — оккупированными румынскими территориями.
22 октября 1990 года на митинге Народного фронта Молдовы в Кишинёве было объявлено о записи в добровольческие отряды для похода на Гагаузию, 25 октября начался набор волонтёров, поставлена задача не допустить проведение выборов в гагаузский Верховный Совет, а на Чрезвычайной сессии ВС ССРМ депутатские мандаты гагаузских и приднестровских парламентариев аннулированы. В связи с этим в тот же день Временный комитет досрочно начал выборы. Население Приднестровья поддержало гагаузов, и 26—27 октября в республику через территорию Украины было отправлено несколько тысяч дружинников. В ночь на 26 октября народный депутат Ю. В. Блохин обратился к председателю Верховного Совета СССР А. И. Лукьянову с просьбой отправить воинские формирования в Гагаузию для предотвращения вооружённого конфликта. 28 октября уже по просьбе президента Молдовы Мирчи Снегура в регион были введены войска МВД СССР. Выборы в Верховный Совет Гагаузии завершились, 30 октября законодательный орган провёл первую сессию, на которой избрал своим председателем Степана Топала. 21 ноября на очередной сессии парламент сформировал руководящие органы республики и принял ряд основополагающих законов.
19 августа 1991 года в Москве Государственный комитет по чрезвычайному положению (ГКЧП) попытался совершить государственный переворот с целью сохранить власть коммунистов, действия Комитета поддержала Гагаузия. Однако после провала переворота ряд республик, в том числе Молдова, ранее провозгласивших суверенитет, объявили о государственной независимости. В ответ на поддержку ГКЧП сотрудники МВД Молдовы 24 августа арестовали Степана Топала и его заместителя Михаила Кендигеляна. 1 октября гагаузские лидеры были освобождены, 4 октября Верховный Совет сформировал правительство, председателем которого был избран Топал. 1 декабря в республике были проведены выборы президента (победу одержал Топал) и референдум о независимости (более 95 % проголосовавших поддержали независимость).
Урегулированию конфликта способствовала начатая в конце 1992 года совместная работа правительств Гагаузии и Молдовы над законопроектом «Об особом правовом статусе Гагауз Ери (Гагаузии)». Однако проект, утверждённый Парламентом последней, не был одобрен Верховным Советом Гагаузии, вместо этого весной 1993 года был разработан компромиссный вариант, в частности закреплявший официальный статус за тремя языками — гагаузским, русским и молдавским. Однако на рассмотрение Парламентом Молдовы 18 мая был вынесен другой вариант законопроекта, депутаты от Гагаузии покинули заседание. Дальнейшее рассмотрение несогласованного законопроекта блокировали Движение «Унитате — Единство» и Аграрно-демократическая партия. Осенью 1993 года фракция «Согласие» требовала досрочного роспуска Парламента Молдовы и проведения новых выборов. 18 ноября Верховный Совет Гагаузской Республики принял решение о неучастии населения страны в парламентских выборах. Однако, когда 5 февраля 1994 года президент Молдовы Мирча Снегур впервые выступил с заявлением, что страна не стремится к объединению с Румынией, и 17 февраля посетил заседание Верховного Совета Гагаузии, где призвал гагаузов к выборам и пообещал в качестве первоочередного вопроса, подлежащего обсуждению Парламентом нового созыва, внести в повестку дня вопрос о политическом статусе Гагаузии и добиться закрепления этого статуса в Конституции, Верховный Совет Гагаузии изменил решение, постановив открыть на территории республики избирательные участки. Осенью 1994 года переговоры с гагаузскими властями возобновились. Так как основные положения законопроекта были согласованы ещё в 1992—1993 годах, дискуссия шла по частным вопросам. 23 декабря на заседании Парламента Молдовы, на котором также присутствовала делегация Верховного Совета Гагаузии, был принят закон «Об особом правовом статусе Гагауз Ери (Гагаузии)» (опубликован и вступил в силу 14 января 1995 года). В составе Молдовы создавалось, закреплённое в Конституции Автономное территориальное образование Гагаузия.
Курсивом и серым цветом выделены даты начала и окончания полномочий Георгия Калчу, временно замещавшего Степана Топала, находившегося в заключении.
|           | Портрет         | Имя (годы жизни)                                      | Полномочия      | Полномочия                                                                                         | Партия                                                                                                   | Наименование должности                                                                                                  | Пр.    |
| Начало    | Портрет         | Имя (годы жизни)                                      | Окончание       | | Партия                                                                                                   | Наименование должности                                                                                                  | Пр.    |
| --------- | --------------- | ----------------------------------------------------- | --------------- | -------------------------------------------------------------------------------------------------- | --- | --- | ------ |
| 1 (II—IV) |                 | Степан Михайлович Топал (1938—2018) гаг. Stepan Topal | 19 августа 1990 | 31 октября 1990                                                                                    | Коммунистическая партия Молдавии                                                                         | Председатель Временного Комитета Гагаузской Республики гаг. Гагауз Республиканын Бирвакытлык Комитедин башканы          | [ 15 ] |
| 1 (II—IV) | 31 октября 1990 | Степан Михайлович Топал (1938—2018) гаг. Stepan Topal | 1 декабря 1991  | Председатель Верховного Совета Гагаузской Республики гаг. Гагауз Республиканын Ӱӱсек Совет башканы | Коммунистическая партия Молдавии                                                                         | | [ 15 ] |
|           | 1 декабря 1991  | Степан Михайлович Топал (1938—2018) гаг. Stepan Topal | 19 июня 1995    | беспартийный                                                                                       | Президент Гагаузской Республики гаг. Гагауз Республиканын Президенти / Gagauz Respublikasının Prezidenti | | [ 15 ] |
| и. о.     |                 | Георгий Иванович Калчу (1958—)                        | 24 августа 1991 | беспартийный                                                                                       | 1 октября 1991                                                                                           | Заместитель председателя Верховного Совета Гагаузской Республики гаг. Гагауз Республиканын Ӱӱсек Совет башкан ярдымӂысы | [ 25 ] |

## АТО Гагаузия (с 1995)

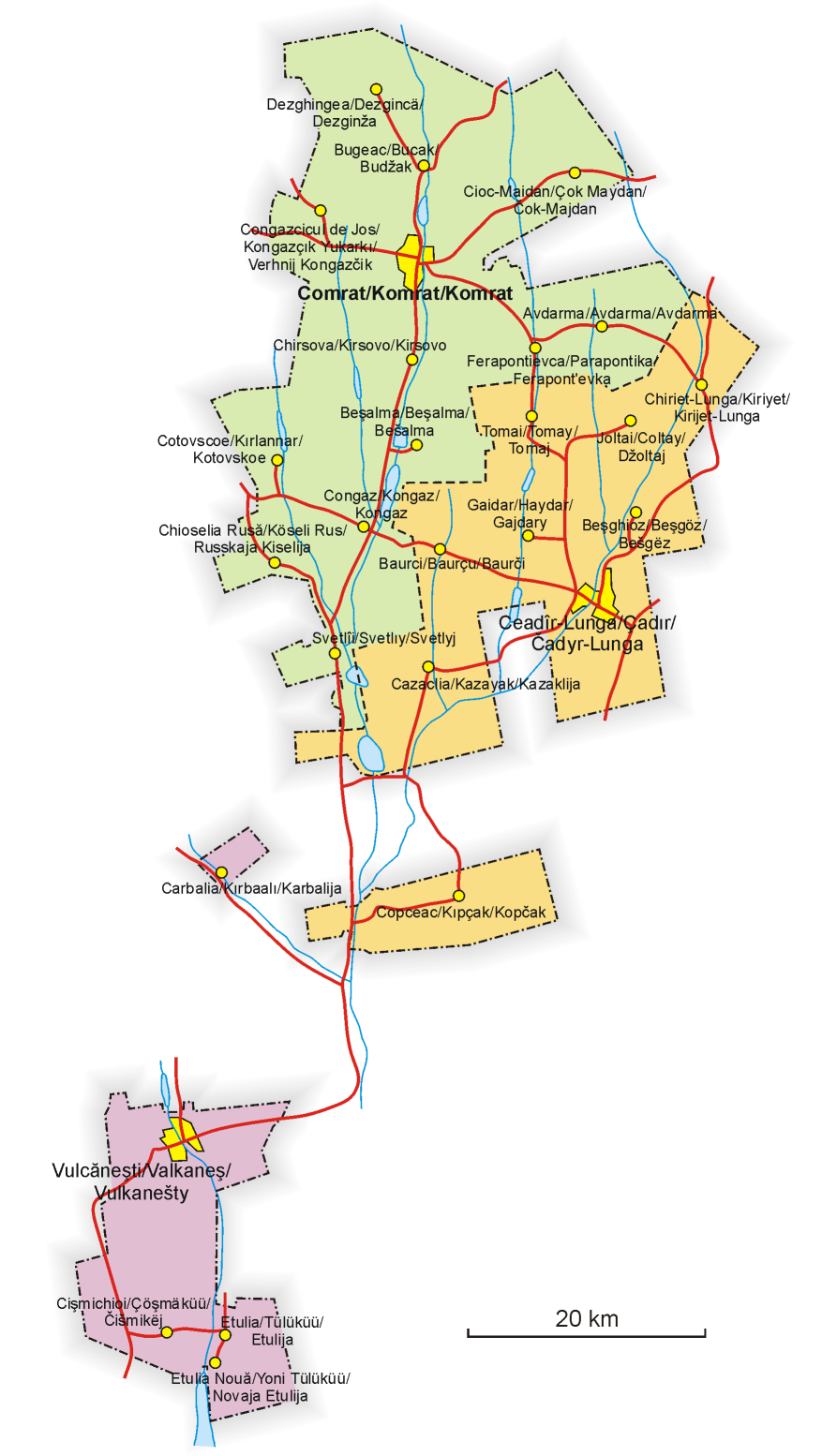
Современные границы Гагаузии

23 декабря 1994 года на заседании Парламента Молдовы, на котором также присутствовала делегация Верховного Совета Гагаузии, был принят закон «Об особом правовом статусе Гагауз Ери (Гагаузии)» (опубликован и вступил в силу 14 января 1995 года). В составе Молдовы создавалось, закреплённое в Конституции Автономное территориальное образование Гагаузия (гаг. Avtonom Territorial Bölümlüü Gagauziya, рум. Unitatea Teritorială Autonomă Găgăuzia; другой официальный вариант — «Гагауз Ери» гаг. Gagauz Yeri, рум. Gagauz-Yeri). По закону в состав автономии входили населённые пункты, где гагаузы составляли более 50 % населения. Другие населённые пункты, где гагаузов менее 50 % населения, могли войти в состав автономии на основании референдума, проведённого 5 марта 1995 года. По итогам референдума, в котором приняли участие жители 36 населённых пунктов, в состав Гагаузии вошло 29 населённых пунктов. 11 июня были избраны глава (башкан) Гагаузии Георгий Табунщик и депутаты Народного Собрания (законодательного органа автономии). 14 мая 1998 года Народное Собрание приняло основной закон автономии — Уложение. 5 июня Уложение было подписано Табунщиком и вступило в силу.
Курсивом и серым цветом выделены даты начала и окончания полномочий Ильи Узуна, временно замещающего Евгению Гуцул на период её содержания под арестом в ходе судебного процесса до подтверждения вынесенного приговора Апелляционной палатой Кишинёва.
|          | Портрет         | Имя (годы жизни)                                                                   | Полномочия       | Полномочия              | Партия                          | Выборы      | Наименование должности | Пр.    |
| Начало   | Портрет         | Имя (годы жизни)                                                                   | Окончание        |                         | Партия                          | Выборы      | Наименование должности | Пр.    |
| -------- | --------------- | ---------------------------------------------------------------------------------- | ---------------- | ----------------------- | ------------------------------- | ----------- | --- | ------ |
| 2 (I)    |                 | Георгий Дмитриевич Табунщик (1939—) гаг. Georgiy Tabunşçik рум. Gheorghe Tabunșcic | 19 июня 1995     | 24 сентября 1999        | беспартийный                    | 1995        | Глава Гагаузии гаг. Gagauziyanın Başkanı рум. Guvernatorul Găgăuziei | [ 29 ] |
| 3        |                 | Дмитрий Васильевич Кройтор (1959—) гаг. Dmitriy Kroytor рум. Dumitru Croitor       | 24 сентября 1999 | 21 июня 2002            | беспартийный                    | 1999        | Глава Гагаузии гаг. Gagauziyanın Başkanı рум. Guvernatorul Găgăuziei | [ 30 ] |
| и. о.    |                 | Валерий Фёдорович Яниогло (1957—) гаг. Valeri Yanioglo рум. Valerii Ianioglo       | 21 июня 2002     | 10 июля 2002            | беспартийный                    | [ комм. 4 ] | Первый заместитель Председателя Исполнительного комитета Гагаузии гаг. Gagauziya Bakannık Komitetin Başın ilk yardımcısı рум. Prim-vicepreşedintele al Comitetului executiv al Găgăuziei | [ 31 ] |
| и. о.    |                 | Иван Петрович Кристиогло (1952—) гаг. и рум. Ivan Kristioglo                       | 10 июля 2002     | 29 июля 2002            | беспартийный                    | [ комм. 5 ] | Председатель Народного Собрания Гагаузии гаг. Gagauziyanın Halk Topluşu başı рум. Preşedintele al Adunării Populare a Găgăuziei                                                          | [ 32 ] |
| и. о.    |                 | Георгий Ильич Молла (1939—) гаг. Georgiy Molla рум. Gheorghe Mollo                 | 29 июля 2002     | 9 ноября 2002           | беспартийный                    | [ комм. 6 ] | Первый заместитель Председателя Исполнительного комитета Гагаузии гаг. Gagauziya Bakannık Komitetin Başın ilk yardımcısı рум. Prim-vicepreşedintele al Comitetului executiv al Găgăuziei | [ 32 ] |
| 2 (II)   |                 | Георгий Дмитриевич Табунщик (1939—) гаг. Georgiy Tabunşçik рум. Gheorghe Tabunșcic | 9 ноября 2002    | 29 декабря 2006         | беспартийный                    | 2002        | Глава Гагаузии гаг. Gagauziyanın Başkanı рум. Guvernatorul Găgăuziei | [ 29 ] |
| 4 (I—II) |                 | Михаил Макарович Формузал (1959—) гаг. и рум. Mihail Formuzal                      | 29 декабря 2006  | 14 февраля 2011         | Народная республиканская партия | 2006        | Глава Гагаузии гаг. Gagauziyanın Başkanı рум. Guvernatorul Găgăuziei | [ 33 ] |
|          | 14 февраля 2011 | Михаил Макарович Формузал (1959—) гаг. и рум. Mihail Formuzal                      | 15 апреля 2015   | Партия регионов Молдовы | 2010                            |             | Глава Гагаузии гаг. Gagauziyanın Başkanı рум. Guvernatorul Găgăuziei | [ 33 ] |
| 5 (I—II) |                 | Ирина Фёдоровна Влах (1974—) гаг. İrina Vlah рум. Irina Vlah                       | 15 апреля 2015   | 19 июля 2019            | беспартийный                    | 2015        | Глава Гагаузии гаг. Gagauziyanın Başkanı рум. Guvernatorul Găgăuziei | [ 34 ] |
| 5 (I—II) | 19 июля 2019    | Ирина Фёдоровна Влах (1974—) гаг. İrina Vlah рум. Irina Vlah                       | 19 июля 2023     | 2019                    | беспартийный                    |             | Глава Гагаузии гаг. Gagauziyanın Başkanı рум. Guvernatorul Găgăuziei | [ 34 ] |
| 6        |                 | Евгения Александровна Гуцул (1986—) гаг. и рум. Evghenia Guțul                     | 19 июля 2023     | действующий             | беспартийный                    | 2023        | Глава Гагаузии гаг. Gagauziyanın Başkanı рум. Guvernatorul Găgăuziei | [ 35 ] |
| и. о.    |                 | Илья Семёнович Узун (1967—) гаг. İlya Uzun рум. Ilia Uzun                          | 25 марта 2025    | действующий             | беспартийный                    | [ комм. 7 ] | Первый заместитель Председателя Исполнительного комитета Гагаузии гаг. Gagauziya Bakannık Komitetin Başın ilk yardımcısı рум. Prim-vicepreşedintele al Comitetului executiv al Găgăuziei | [ 36 ] |